# Аугсбургский собор

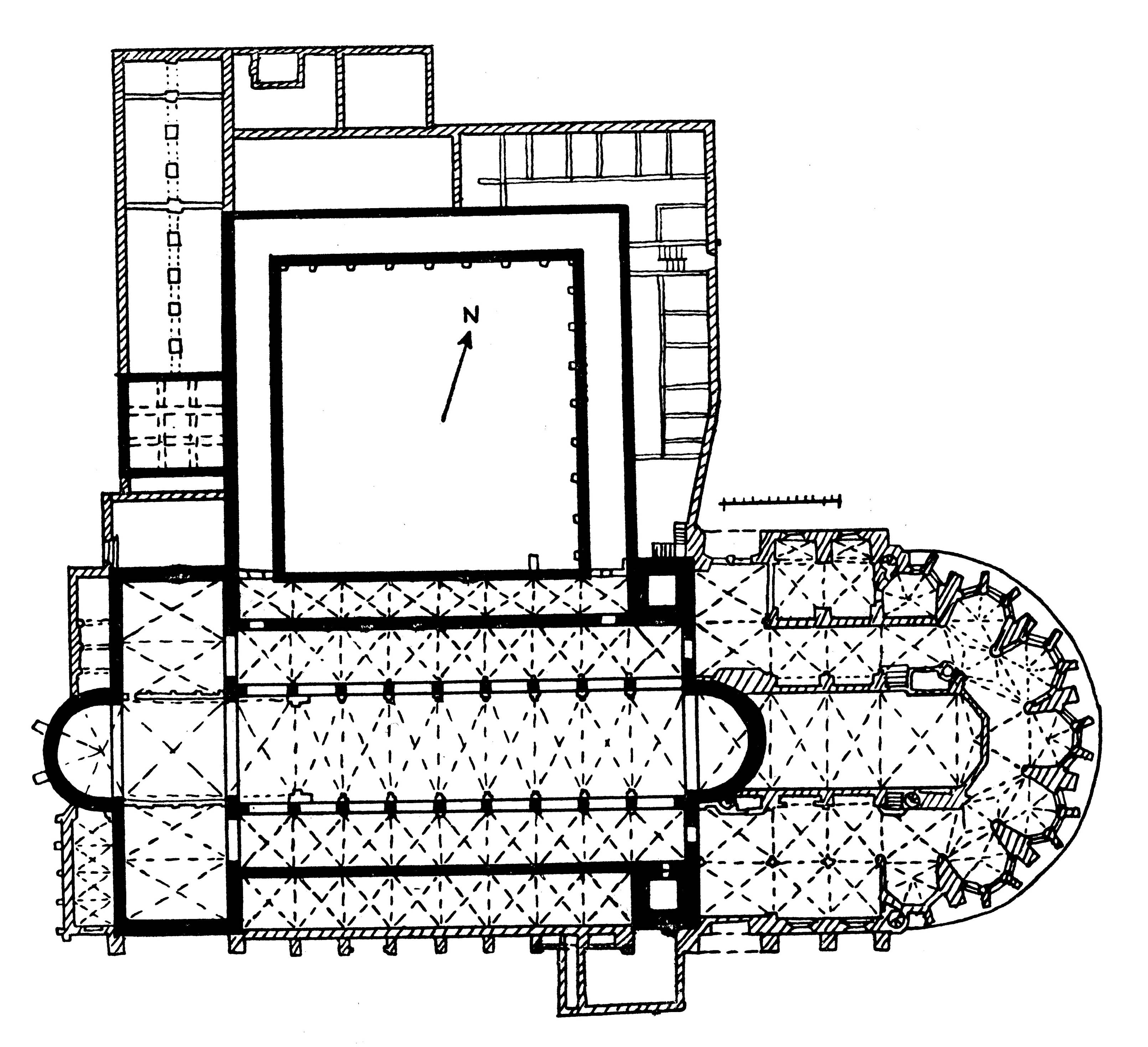
План собора в Аугсбурге

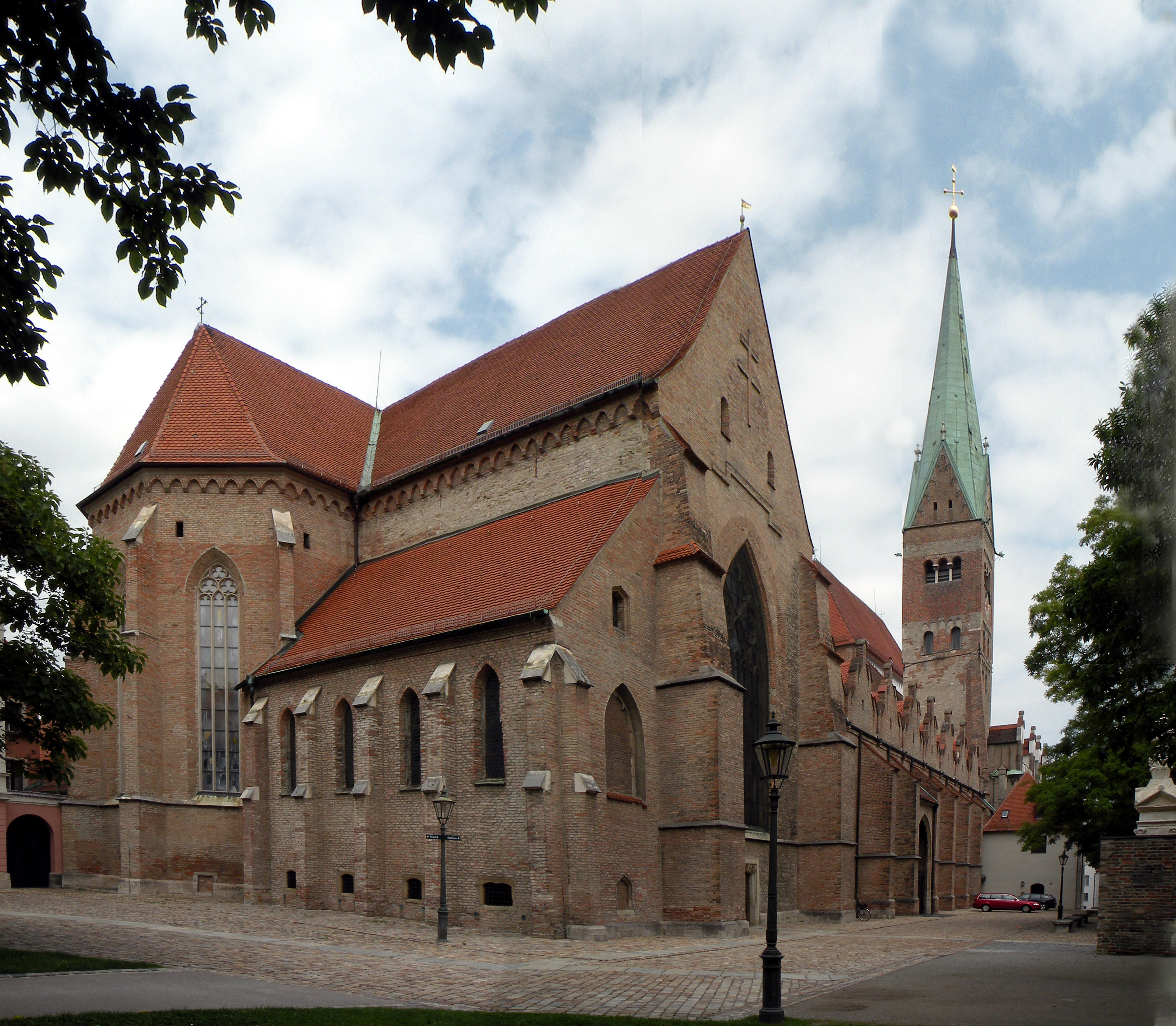
Аугсбургский собор. Трансепт и апсида

Аугсбургский собор (нем. Augsburger Dom), или «Собор имени Посещения Девой Марией Святой Елизаветы» (нем. Dom Mariä Heimsuchung) — кафедральный храм католической епархии Аугсбурга, Бавария, основанный в XI веке в романском стиле, но с готическими дополнениями XIV века. Вместе с базиликой Св. Ульриха и Афры он является одной из главных достопримечательностей города. Его размеры составляют 113 × 40 м, а его башни имеют высоту 62 м.
Собор является единственной сохранившейся церковью Оттоновского епископата в Германии. В 1690 году Аугсбургский собор служил церковью коронации Иосифа I как римско-германского короля и Элеоноры Магдалины как римско-германской императрицы.

## История
Собор воздвигнут на месте ранее существовавшего здания IV века, не обязательно церкви, фундамент которого был обнаружен раскопками под современным уровнем стилобата; здание было включено в древние римские стены Augusta Vindelicorum. Первая известная церковь на этом месте задокументирована с 822 года, но датируется концом VIII века, в правление епископов Виктерпа и Симперта.
Здание было повреждено мадьярами и восстановлено в 923 году епископом Ульрихом. Ещё одно вмешательство имело место в 994 году, когда западная апсида обрушилась; восстановление финансировала императрица Аделаида. Нынешнее романское сооружение было заказано в 1043 году епископом Генрихом III и завершено в 1065 году. Две башни собора, которые видны со всех концов города, были завершены в 1075 году. С 1331 по 1431 год были добавлены многочисленные готические элементы. Романский неф был расширен, чтобы включить высокий готический хор.
Во время Реформации церковь потеряла большую часть произведений искусства, хотя некоторые из них позже были восстановлены. В 1565 году была надстроена северная башня. Церковь получила лишь ограниченные повреждения во время Второй мировой войны.

## Архитектура
Собор имеет некоторые особенности, такие как отсутствие настоящего фасада и наличие двух хоров. Он имеет базиликальный план с одним нефом и четырьмя боковыми проходами. Построен из красного кирпича. Стены поддерживают контрфорсы. Западная апсида предшествует трансепту. Она также имеет два хора и две башни, заканчивающиеся треугольным фронтоном и медными шпилями. Перед церковью сохранились фундамент церкви Святого Иоанна X векa и остатки древнеримских стен.
Южный портал, датируемый 1356 годом, украшен многочисленными резными рельефами, изображающими сцены из жизни Девы Марии на тимпане и центральной колонне, в то время как по сторонам изображены истории апостолов. Северный портал (1343) имеет тимпан со сценами Благовещения, Рождества Христа, Поклонения волхвов и Смертью и Коронованием Девы Марии.
Бронзовая дверь XI века, когда-то находившаяся в южном портале, ныне хранится в музее собора. Она включает в себя 35 бронзовых панелей в двух сериях: слева — сцены из Ветхого Завета, включая сотворение Евы и её встречу с Адамом; Эдемский сад; сюжет о медном змее Моисея; чудо Аарона с египетскими жезлами; Самсона, укрощающего льва и убивающего филистимлян. Другая серия, справа, изображает эпизоды из Нового Завета: женщина, потерявшая сребреник; небесные птицы; виноградник, а также предшественников Христа: Мелхиседека, Моисея, Аарона, Давида, Иуды Маккавея и других пророков. Кроме этого, изображены львы, медведи, птицы и кентавры, элементы средневековой символики.
Южный клеристорий центрального нефа сохранил пять витражей, датируемых концом XI — началом XII веков, старейших в Германии. Они изображают пророков Давида, Иону, Даниила, Моисея, Осию и, возможно, были частью более крупной серии, остальные изображения утрачены. Южные проходы содержат более поздние средневековые витражи (1330—1340) с историями Девы Марии. Западный хор имеет три витражных окна работы Иоганнеса Шрайтера, которые символически показывают Пришествие Царства Божьего.
На колоннах нефа находятся четыре картины из жизни Марии, написанные в 1493 году Гансом Гольбейном Старшим. В северном трансепте находится серия портретов епископов Аугсбурга, которая была начата в 1488 году и продолжалась до наших дней. Капелла Богоматери была спроектирована в 1720—1721 годах Габриэлем де Габриели.
Другие произведения искусства в церкви включают епископский трон (ок. 1100), поддерживаемый двумя львами; бронзовую гробницу епископа Вольфхарта Рота (1302) и других епископов; большую фреску с изображением Святого Христофора (южный трансепт, 1491); «Ecce Homo» живописца эпохи барокко Георга Петеля. В церкви также есть романская крипта, датируемая X веком и расположенная под западным хором, и пристроенный клуатр.

## Галерея

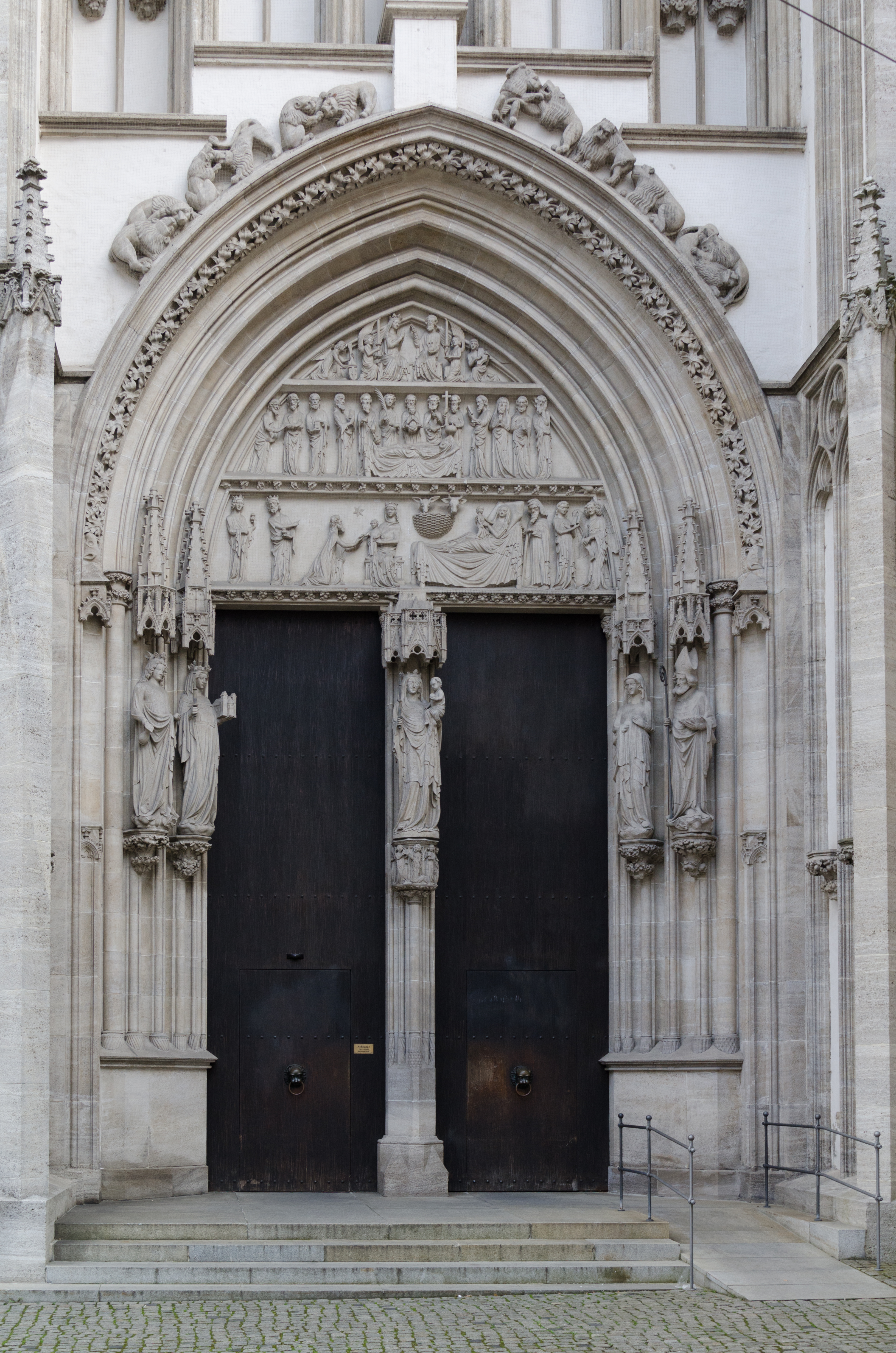
Южный портал. 1356
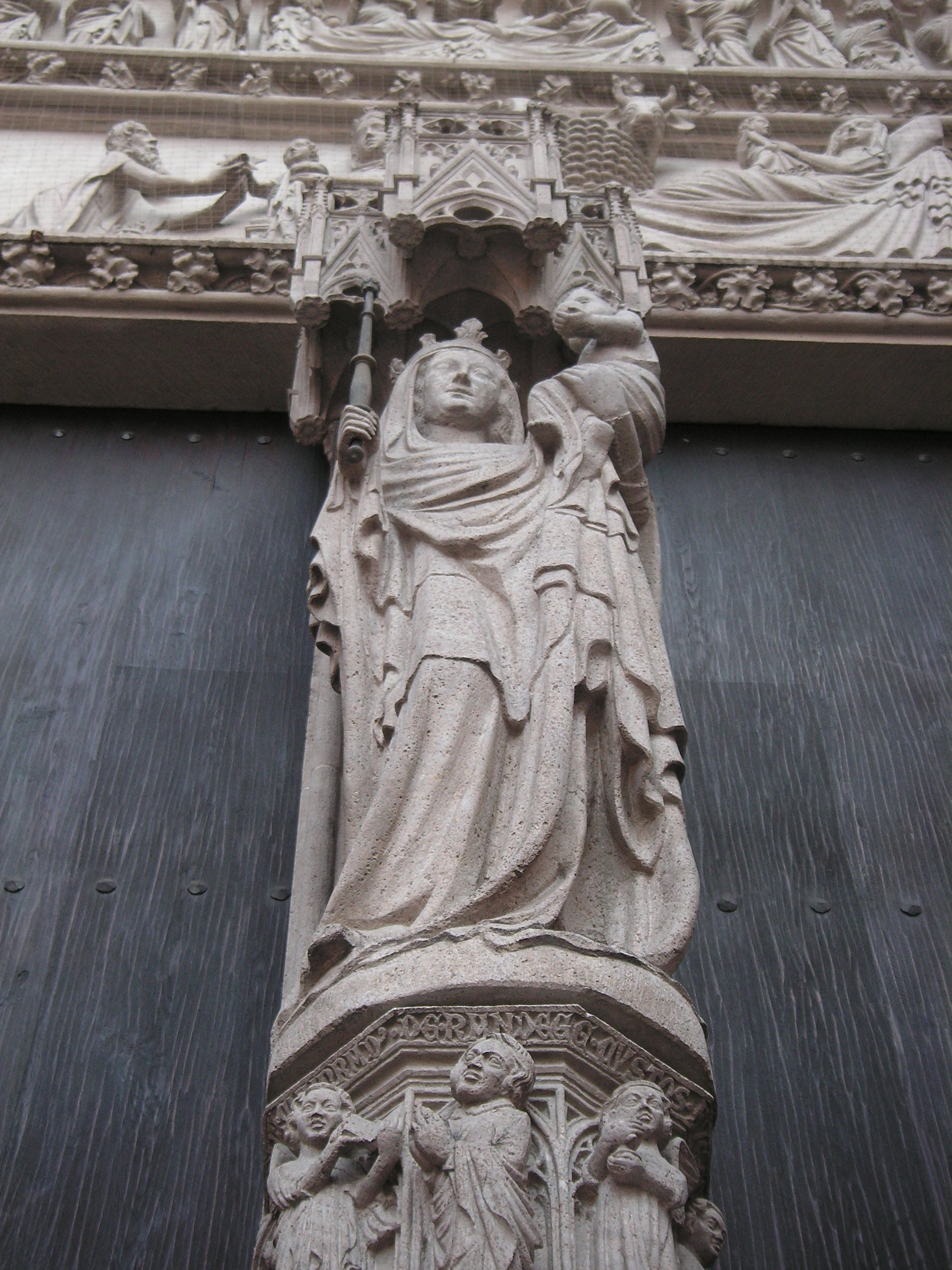
Статуя Девы Марии с Младенцем
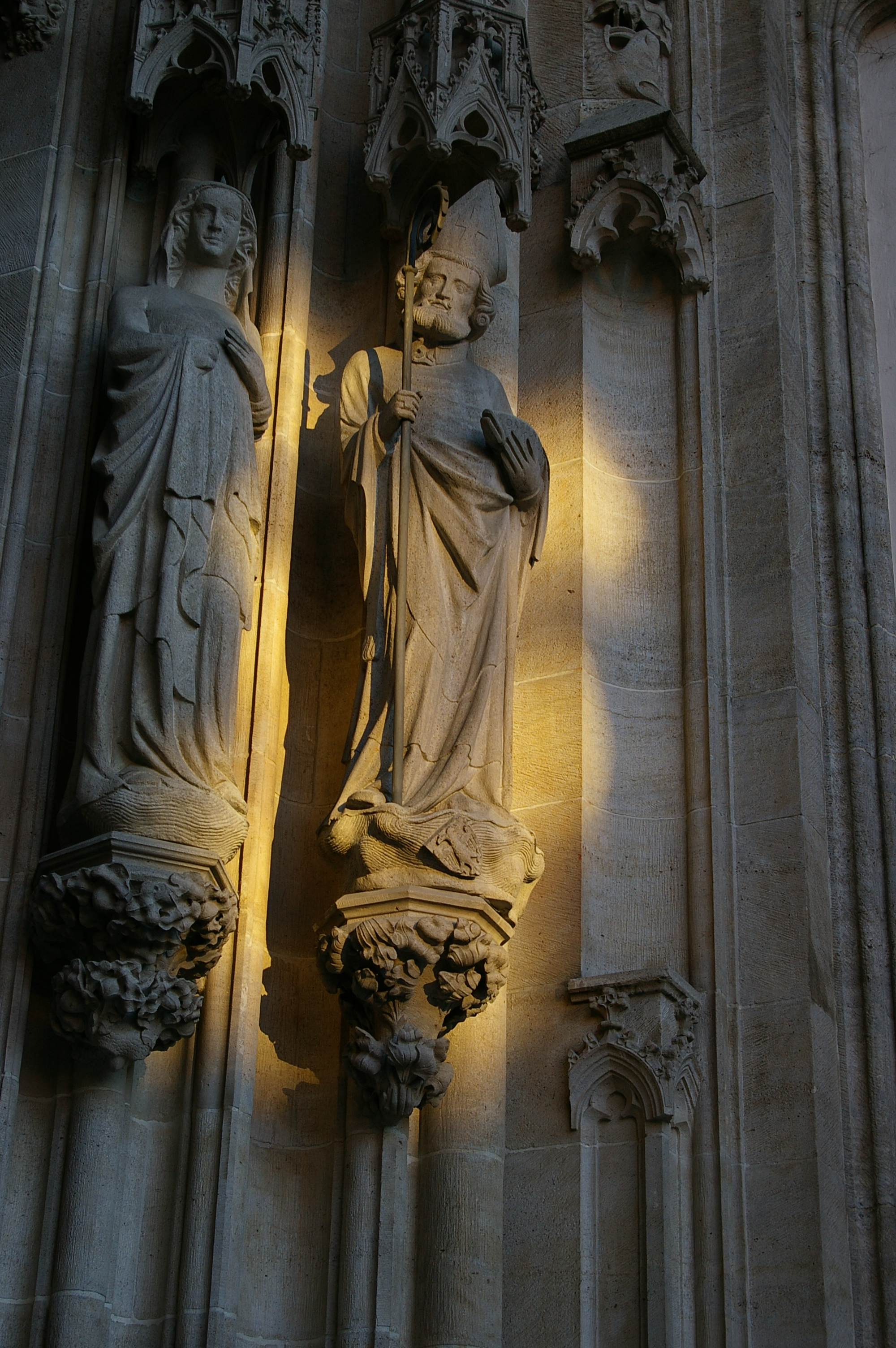
Статуи портала
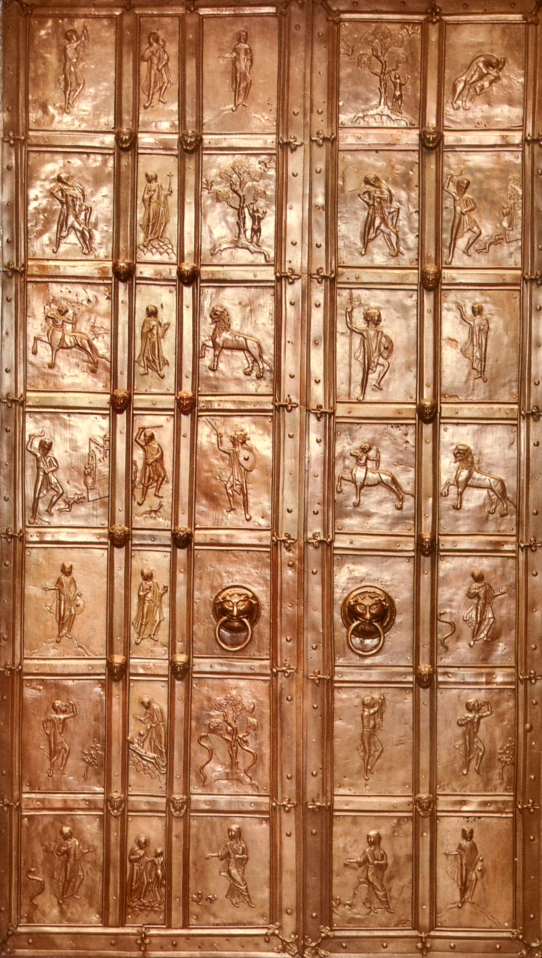
Двери южного портала. XI в. Бронза. Музей собора
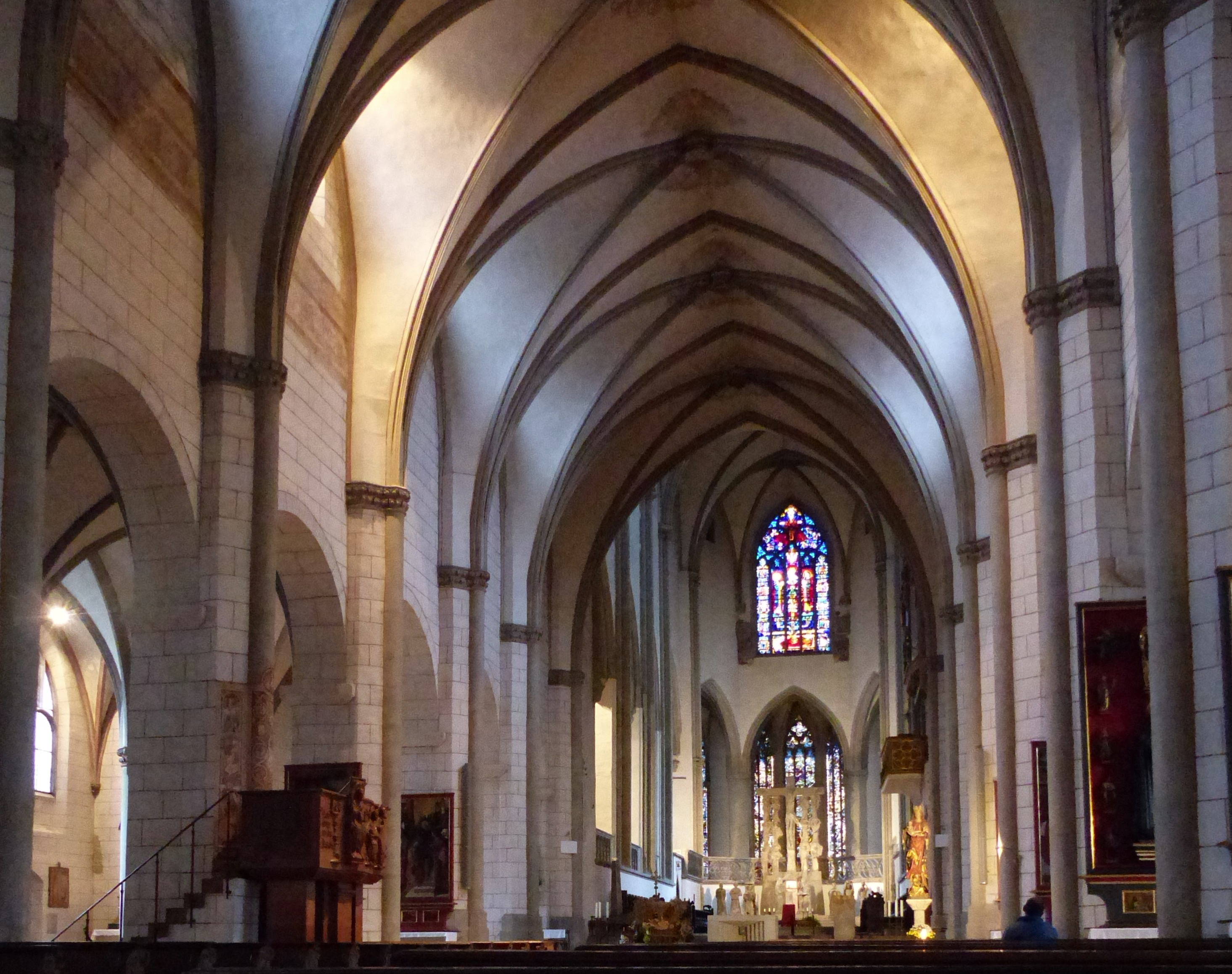
Интерьер
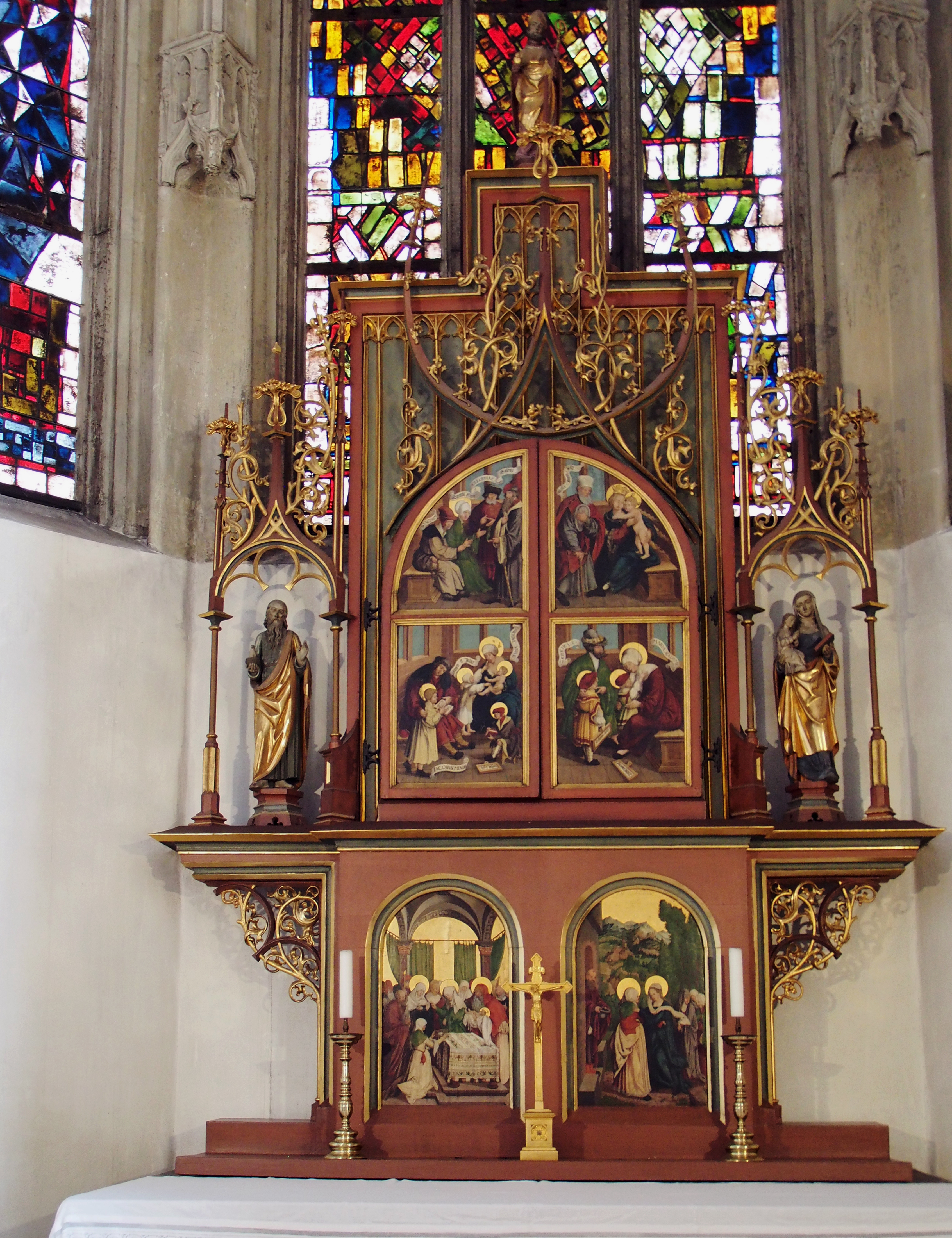
Алтарь восточного хора
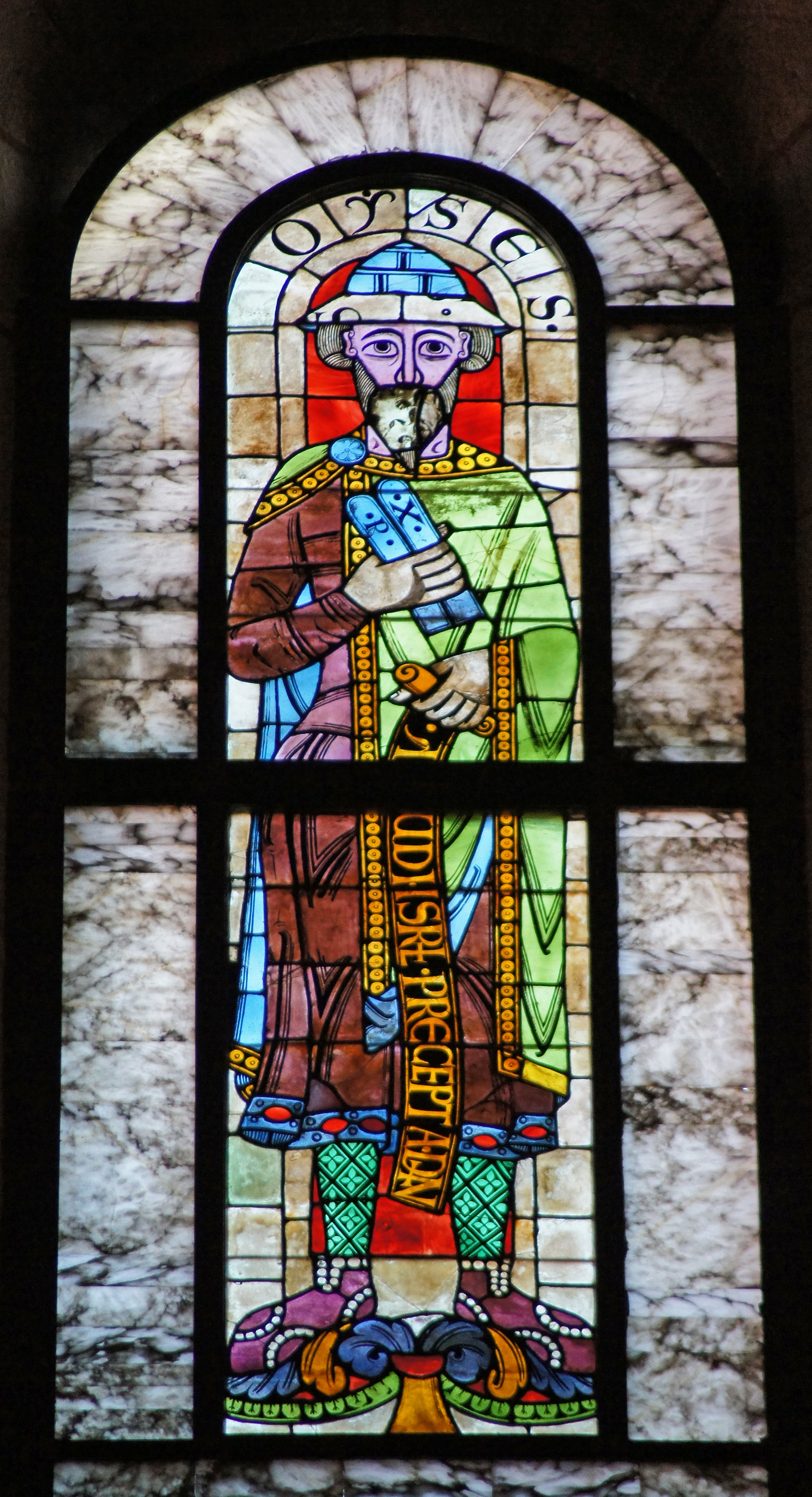
Моисей. Витраж. Конец XI — начало XII в.
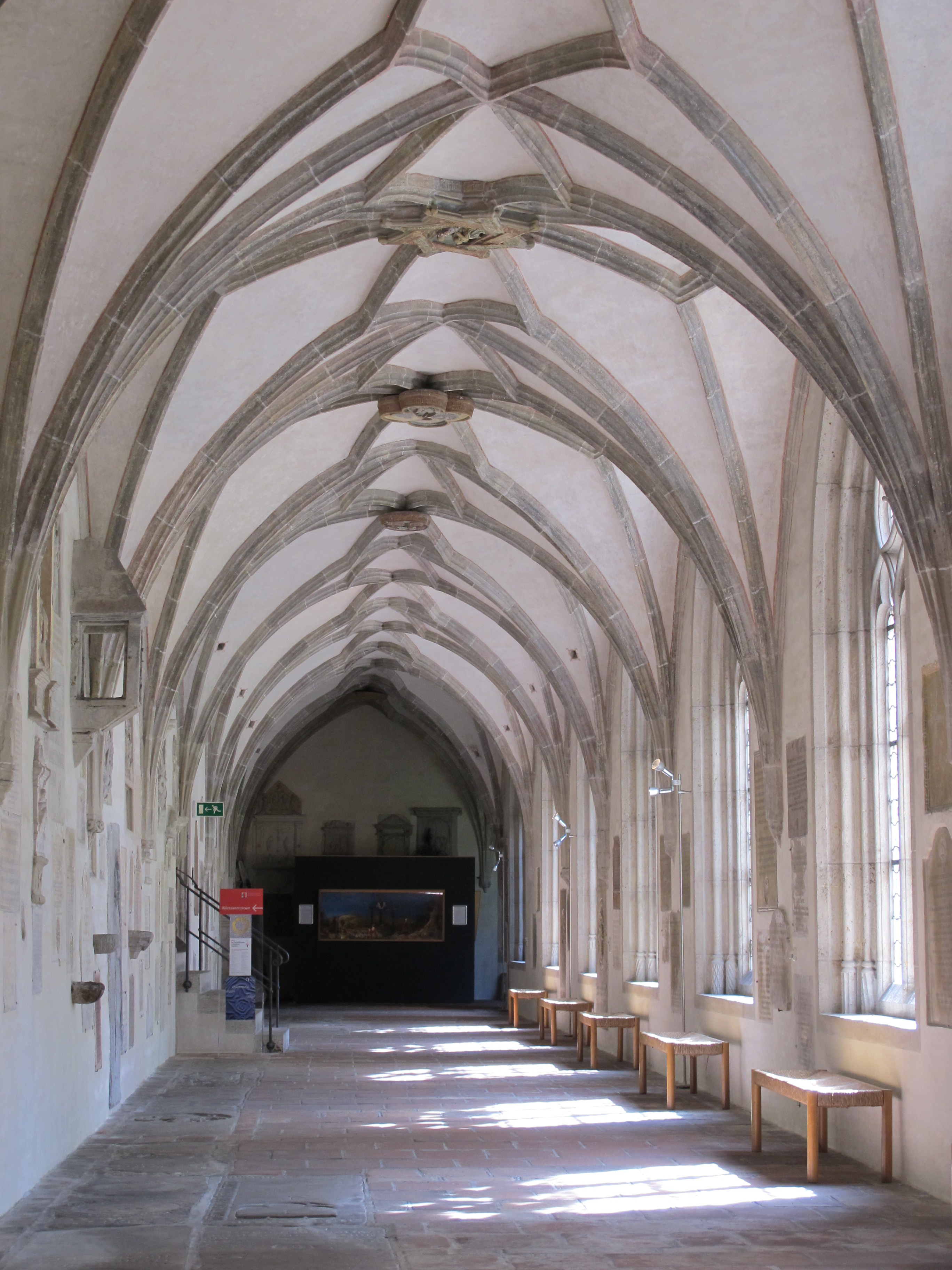
Амбулаторий клуатра